# Václav Karel Sedlnický z Choltic
Václav Karel (I.) Sedlnický z Choltic (německy Wenzel Karl (I.) von Choltitz, † 1. června 1776) byl český šlechtic ze slezské linie svobodných pánů Sedlnických z Choltic.

## Život
Narodil se jako syn Františka Karla Bohuslava Sedlnického z Choltic a jeho manželky Johany Barbory Sakové z Bohunovic.
Václav Karel zastával úřad císařského tajného rady, c. k. apelačního rady v Praze, byl členem moravského zemského sněmu.
Zahájil přestavbu zámku v Bílovci, jehož dokončení však přerušilo jeho úmrtí 1. června 1776.